# Somos lo que comemos
"Somos lo que comemos" es una miniserie de Netflix, lanzada el 1 de enero de 2024, compuesta por 4 episodios. Según su sinopsis, la serie presenta un estudio realizado por la Universidad de Stanford que examina la dieta de ocho pares de gemelos.
En este estudio, a uno de cada par de gemelos se le asignó una dieta estrictamente vegana, mientras que su gemelo tenía permitido consumir carne. Tanto la serie como el estudio fueron patrocinados por la Fundación Vogt, una entidad que promociona activamente la alimentación vegana.
El estudio fue dirigido por Dr. Christoph Gardner, de la Universidad de Stanford, y contó con un total de 22 participantes, 8 de los cuales aparecen en la serie.
Aunque el título sugiere que el contenido principal de la serie es el estudio, la mayoría de los telespectadores criticaron que 2 de los 4 episodios mostraban casi exclusivamente una crítica provocadora unilateral de la actual industria alimentaria de carne y pescado.

## Sinopsis

### Episodio 1
Gemelos idénticos participan en un estudio científico y deben seguir una dieta vegetal u omnívora durante ocho semanas para determinar cuál es la más saludable.

#### Episodio 2
Los gemelos comienzan sus dietas con una mezcla de éxitos y dificultades; las directrices dietéticas recomendadas suscitan preocupación; un chef de renombre cambia de rumbo.

### Episodio 3
Los gemelos se adaptan a cocinar sus propias comidas; como algunos productos animales están relacionados con problemas de salud, los innovadores recurren a las plantas en busca de alternativas sostenibles.

### Episodio 4
Los resultados del estudio se revelan a los gemelos mientras revisan su peso, su salud intestinal y cerebral, etc.; un movimiento en la industria alimentaria cobra impulso.

## Críticas
La serie recibió críticas de espectadores abrumadoramente negativas: en Rotten Tomatoes recibió un 48% de aprobación de más de 250 críticas con una calificación media de 3 sobre 5 estrellas.